# Rosarito, Baja California
Rosarito är en ort i Mexiko.   Den ligger i kommunen Playas de Rosarito och delstaten Baja California, i den nordvästra delen av landet, 2 300 km nordväst om huvudstaden Mexico City. Rosarito ligger 46 meter över havet och antalet invånare är 66 020.
Terrängen runt Rosarito är platt västerut, men åt nordost är den kuperad. Havet är nära Rosarito åt sydväst. Runt Rosarito är det tätbefolkat, med 913 invånare per kvadratkilometer. Närmaste större samhälle är Tijuana, 16,3 km norr om Rosarito. Omgivningarna runt Rosarito är i huvudsak ett öppet busklandskap.